# Кролецип і Хом'як Темряви
«Кролецип і Хом'як Темряви» (англ. Chickenhare and the Hamster of Darkness) — французько-бельгійський комедійний пригодницький мультфільм 2022 року. Адаптація серії графічних романів американського автора Кріса Гріна «Кролецип». В ролі режисерів стрічки — Бен Стассен і Бенжамен Муске.

## Сюжет
Кролецип — унікальне звірятко, наполовину курча і наполовину кролик. Він не такий, як усі, але мріє бути коханим таким, яким він є. Одержимий пригодами, він вирушає у велику подорож, щоб урятувати від біди свій будинок і відшукати стародавній артефакт — Хом'яка Темряви.

## Ролі озвучували
- Денні Фезерфельд — кролик
- Донте Парі — кабан

## Створення
У липні 2011 року було оголошено, що Sony Pictures Animation та Dark Horse Comics адаптують серію «Кролецип» у повнометражний анімаційний фільм. У жовтні 2012 року Кріс Грін написав на офіційній сторінці «Кролеципа» у Facebook: "Прочитав сценарій минулої ночі. Він трохи відрізняється від вихідного матеріалу, але це не означає, що він не був приголомшливим! Щиро кажучи, мені це сподобалося. Тепер давайте сподіватися, що він залишиться на колишньому курсі! У червні 2013 року Грін повідомив про створення другого варіанту сценарію, який так само його порадував. У січні 2016 року Грін написав у своєму акаунті в Twitter, що фільм було скасовано.
У лютому 2021 року було оголошено, що фільм був повернутий у виробництво під назвою «Кролецип і Хом'як Темряви», з Беном Стассеном і Матьє Зеллером як режисери і Девід Колар, який пишуче сценарій. Пізніше Зеллер замінили на Бенжамена Муске. Фільм стане спільним виробництвом Sony Pictures International Productions та nWave Pictures.

## Маркетинг
Локалізований тизер-трейлер фільму був опублікований у мережі 29 вересня 2021.

## Реліз
Фільм вийде у прокат у Франції 2 лютого 2022, у Нідерландах — 9 лютого.